# موسيس أودباغو
موسيس أودباغو (بالإنجليزية: Moses Odubajo)‏ (28 يوليو 1993 بغرينتش في المملكة المتحدة - ) هو لاعب كرة قدم بريطاني في مركز جناح ‏. لعب مع نادي برينتفورد وهال سيتي ونادي ليتون أورينت وساتون يونايتد وسانت ألبانز سيتي وبيشوب ستورتفورد.

## وصلات خارجية
- موسيس أودباغو على موقع قاعدة بيانات كرة القدم.إي يو (الإنجليزية)
- موسيس أودباغو على موقع Soccerbase.com (لاعب) (الإنجليزية)
- موسيس أودباغو على موقع Soccerway.com (الإنجليزية)
- موسيس أودباغو على موقع عالم كرة القدم.نت (الإنجليزية)
- موسيس أودباغو على موقع AS.com (الإسبانية)